# Virginia Montalcini

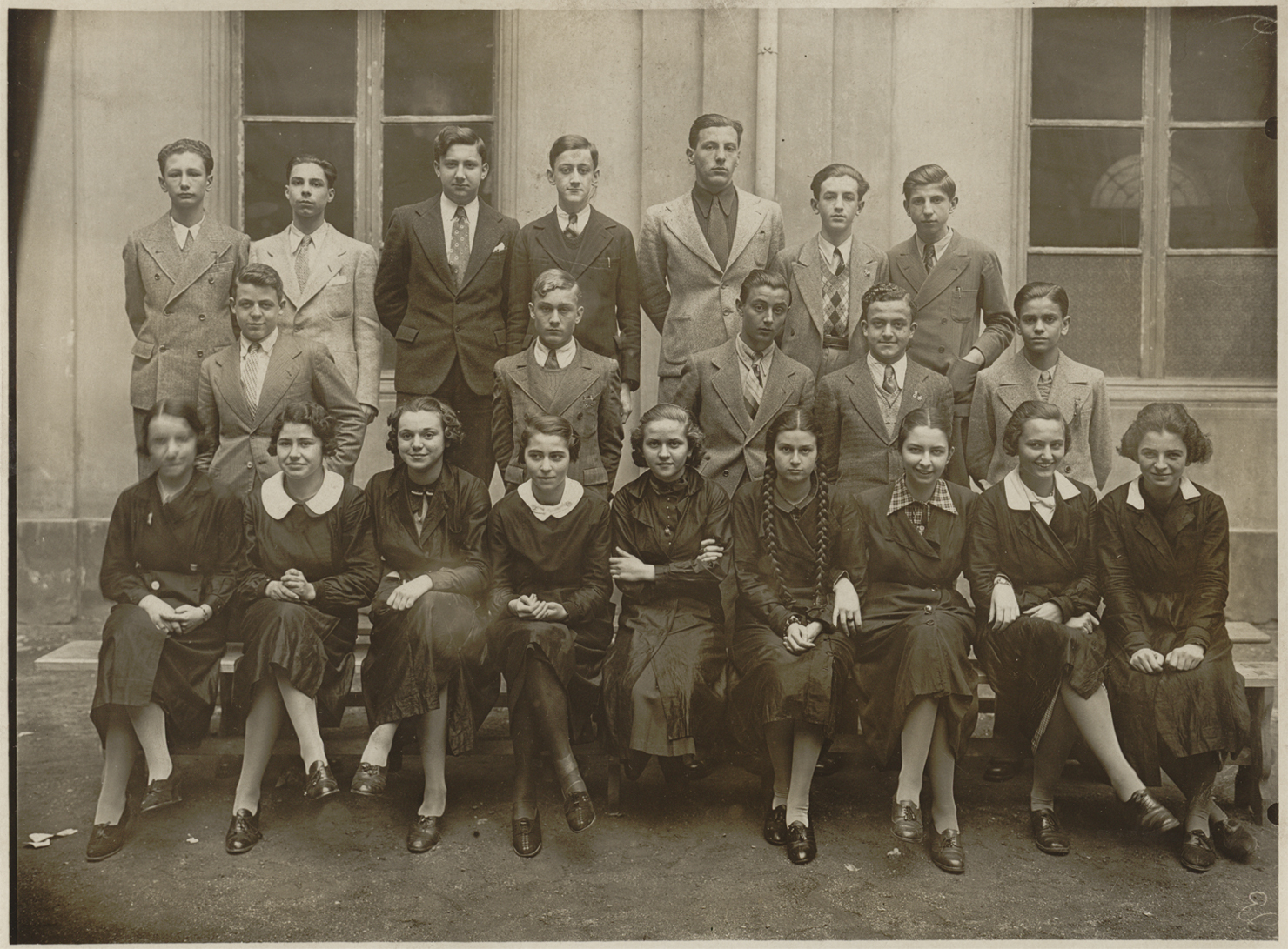
Liceo classico Massimo d'Azeglio - Torino - classe V ginnasio B - anno scolastico 1935-36. Virginia Montalcini è la seconda da sinistra in prima fila.

Virginia Montalcini (Torino, 12 ottobre 1920 – Auschwitz, 6 febbraio 1944) è stata una vittima italiana della Shoah.

## Biografia
Nata a Torino da Eugenio Montalcini e Adriana Fubini, in una famiglia della borghesia ebraica, ha frequentato le scuole elementari alla Giosuè Carducci in Corso Matteotti (allora Corso Oporto).
Dal 1933, dopo aver superato l’esame di ammissione al ginnasio, ha frequentato le classi ginnasiali e liceali al Liceo classico Massimo d'Azeglio.
Promossa alla classe terza liceo alla fine dell’anno scolastico 1937-38, non ha potuto iscriversi alla stessa in conseguenza dell’applicazione delle leggi razziali in Italia a partire dall'estate del 1938; queste avevano allontanato dal D’Azeglio 46 studenti di “razza ebraica”. Dopo aver studiato privatamente, ha sostenuto l’esame di maturità nell'estate del 1938, sempre presso il Liceo D'Azeglio. Agli anni del D’Azeglio, oltre a una foto di classe, risalgono alcuni versi a lei dedicati nel giornalino scolastico.

### Le leggi razziali
Virginia aveva, fino alla promulgazione delle leggi razziali, vissuto la vita di una normale ragazza della borghesia ebraico torinese: aveva fatto il Bat mitzvah di cui ci è giunta una testimonianza fotografica. Un trafiletto de “La Stampa” del 1930 ricorda che era stata presentata a Palazzo Reale, segno della completa assimilazione nella vita sociale del tempo.
Dopo la promulgazione delle leggi razziste, Virginia, appartenente a una famiglia “discriminata”, pur non potendo continuare gli studi iscrivendosi all’università, continuò a risiedere a Torino, in corso Vittorio Emanuele II.
Nel luglio 1942 ottenne il permesso, data la sua salute cagionevole, di risiedere con la madre, ad Arenzano per un periodo di venti giorni.

### L’arresto e la deportazione
Le sue tracce si perdono dopo l’8 settembre 1943.
Nel “Libro della Memoria” si ricorda che fu arrestata a Sondalo (Sondrio) il 23 gennaio 1944, probabilmente in un tentativo di oltrepassare il confine svizzero, come avevano fatto altri parenti, e fu rinchiusa nel carcere di Milano.
Il 30 gennaio fu caricata sul convoglio 6, che giunse ad Auschwitz sette giorni dopo, partendo dalla Stazione di Milano, dal binario 21 sul cui muro memoriale è ricordato il suo nome. Arrivò ad Auschwitz il 6 febbraio 1944, ma non fu immatricolata poiché fu inviata direttamente alle camere a gas a causa delle sue condizioni di salute.

## Una pietra d’inciampo

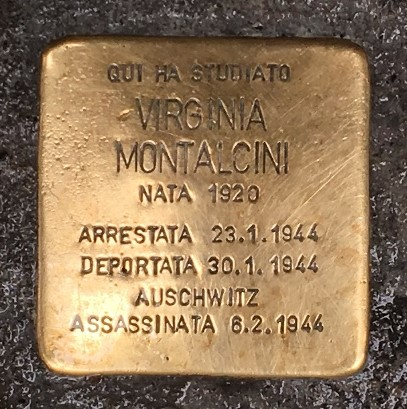
Pietra d'inciampo - Virginia Montalcini. In via Parini 8 a Torino

La storia di Virginia è stata riscoperta da un gruppo di studenti del Liceo Classico “Massimo D’Azeglio”, coordinati dai professori Giorgio Brandone e Tiziana Cerrato, che hanno ricostruito, sulla base di documenti archivistici, l’applicazione delle leggi razziali nel Liceo. È venuto alla luce come due studenti, allontanati nel 1938, siano periti nei campi di sterminio (oltre a Virginia Montalcini ad Auschwitz, Franco Tedeschi morì a Mauthausen).
La ricerca di fonti documentali ha permesso inoltre di allestire una mostra “Il D’Azeglio e le leggi razziali” e ha portato alla richiesta di ricordare Virginia e Franco con la posa di due pietre d'inciampo davanti alla porta d’ingresso della scuola, a monito per i giovani studenti. La proposta, fortemente sostenuta dalla famiglia Montalcini, nonostante andasse contro le regole che stabiliscono che le pietre d’inciampo siano poste davanti all'ultimo domicilio del perseguitato razziale o politico, è stata infine accolta. Martedì 17 gennaio 2017, l’artista tedesco Gunter Demning ha collocato le due pietre in via Parini, 8.
Il sorriso di Virginia, in qualche modo, non è stato dimenticato.